# Jean-Roch Coignet (mini-série)
Pour le capitaine Jean-Roch Coignet, voir Jean-Roch Coignet.
Jean-Roch Coignet est une mini-série française en sept épisodes de 55 minutes réalisée par Claude-Jean Bonnardot d'après Les cahiers du capitaine Coignet de Jean-Roch Coignet, et diffusée du mardi 23 décembre 1969 au samedi 3 janvier 1970 sur la première chaîne de l'ORTF.
Au Québec, elle a été diffusée du 8 juin au 20 juillet 1970 à la Télévision de Radio-Canada.

## Synopsis
La série retrace la vie de Jean-Roch Coignet (1776-1865), un fils de paysan qui fit une carrière militaire exemplaire au cours de seize campagnes du Consulat et de l'Empire, participant à quarante-huit batailles, sans avoir jamais été blessé.

## Distribution
- Henri Lambert : Jean-Roch Coignet
- Pierre Santini : Gervais
- François Dyrek : La Franchise
- Max Vialle : Godaille
- Anne Pauzé : Louison
- Jacques Mondain : Benoît
- Fabienne Mai : Mme Potier
- Hervé Sand : M. Potier
- Pascal Tersou : Palbrois
- Jean Payen : le sergent écrivain
- Gérard Chevalier : Lannes
- Gabriella Giorgelli : Margot-la-joie